# 藤原良方
藤原 良方（ふじわら の よしかた）は、平安時代初期の貴族。藤原北家、左大臣・藤原冬嗣の三男（異説もある）。官位は従五位上・大蔵大輔。

## 経歴
仁明朝の承和6年（839年）従五位下・加賀介に叙任され、承和13年（846年）侍従に任ぜられる。
文徳朝では大蔵少輔を務め、仁寿元年（851年）10月奉幣使として香椎八幡大菩薩宮に派遣される。仁寿3年（853年）従五位上に至る。
外祖父の百済王仁貞は従四位下に叙せられた中堅貴族であったが、延暦10年（791年）に没している事から、良方の誕生はそれから15年以上後と推定されている。従って、その立場は弱く、承和6年（839年）に従五位下に叙せられた後、従五位上に昇進するまでに14年もかかっており、最終的には従五位上・大蔵大輔に終わっている。他の兄弟との比較では、五位に昇進する前に早世した良門を除いて、最も昇進が遅かった事から、能力的な問題もあったと考えられている。

## 官歴
『六国史』による。
- 時期不詳：正六位上
- 承和6年（839年） 正月7日：従五位下。正月11日：加賀介
- 承和13年（846年） 正月13日：侍従
- 仁寿元年（851年） 10月11日：見大蔵少輔
- 仁寿3年（853年） 正月7日：従五位上
- 時期不詳：大蔵大輔[1]

## 系譜
『尊卑分脈』による。
- 父：藤原冬嗣
- 母：百済王仁貞の娘
- 妻：不詳
  - 男子：藤原当興
  - 男子：藤原当佐
  - 男子：藤原当蔭
  - 女子：平高望正室